# Macro-injection
Pour les articles homonymes, voir injection.
La macro-injection, dans le domaine du génie génétique, est une technique d'injection sous pression de l'ADN en utilisant des aiguilles avec un diamètre plus grand que celui des cellules hôtes.
L'efficacité de cette technique pour produire des organismes transgéniques fait l'objet de débats.